# Donald Abenheim
Donald Abenheim (* 9. April 1953 in San Francisco) ist ein US-amerikanischer Militärhistoriker. Er ist Professor an der Naval Postgraduate School.

## Leben
Abenheim studierte Geschichte und Germanistik; er erwarb einen A.B. in German Studies (1975) und einen Ph.D. in European History (1985) beim schottischen Historiker Gordon A. Craig an der Stanford University in Stanford, Kalifornien sowie einen M.A. in German History an der San José State University in San José, Kalifornien, wo er u. a. bei Charles B. Burdick hörte.
Danach war er Kurator auf dem historischen Militärstützpunkt Presidio in San Francisco, Kalifornien, Archivar an der Hoover Institution on War, Revolution, and Peace und „ziviler Verbindungsoffizier“ der United States Army in Europa zur Bundeswehr (von 1982 bis 1984). Bis heute beschäftigt er sich mit der Zivil-militärischen Zusammenarbeit beider Länder. 1988 wurde er National Fellow der Hoover Institution an der Stanford University. Von 1988 bis 2004 war er Visiting Scholar und von 2004 bis 2012 Research Fellow ebendort.
Seit 1988 unterrichtet er an der Naval Postgraduate School (NPS) in Monterey, Kalifornien, wo er gegenwärtig Academic Associate für Strategic Studies und Associate Professor für National Security Affairs ist. Zunächst war er als Berater der US Army und US Navy sowie des Office of Net Assessment des Verteidigungsministeriums der Vereinigten Staaten tätig. 1993 gründete er das Center for Civil Military Relations (CCMR). Er war mehrere Jahre verantwortlich für das Programm Expanded International Military Education and Training (E-IMET). Abenheim betreute auch mehrere deutsche Examensarbeiten, die in der Reihe Monterey Studies im Carola Hartmann Miles-Verlag publiziert wurden (u. a. von den Stabsoffizieren Uwe Hartmann und Sven Lange).
Er ist Mitglied der Clausewitz-Gesellschaft in Deutschland. Seine Schriften erschienen in deutscher und englischer Sprache. Interviews gab er u. a. Newsweek, der International Herald Tribune, der Los Angeles Times und der Zeit.

## Rezeption
Seine unter dem deutschen Titel Bundeswehr und Tradition. Die Suche nach dem gültigen Erbe des deutschen Soldaten (1989) beim R. Oldenbourg Verlag veröffentlichte Studie gilt als Standardwerk zum Thema. Sie wurde prominent besprochen in u. a. Foreign Affairs (Fritz Stern), Armed Forces & Society  (Marshall M. Lee) und Archiv für Sozialgeschichte (Wilfried von Bredow).

## Schriften (Auswahl)
Monografien
- Reforging the Iron Cross. The search for tradition in the West German armed forces. Mit einem Vorwort von Gordon A. Craig, Princeton University Press, Princeton 1989, ISBN 0-691-05534-3. (dt.: Bundeswehr und Tradition. Die Suche nach dem gültigen Erbe des deutschen Soldaten (= Beiträge zur Militärgeschichte. Band 27). Oldenbourg, München u. a. 1989, ISBN 3-486-55371-2)
- Soldier and politics transformed. German-American reflections on civil military relations in a new strategic environment. Hartmann, Miles-Verlag, Berlin 2007, ISBN 978-3-937885-06-3.

Beiträge
- The Democratic Civil-Military Relations of Austerity: Thoughts about the Past and the Present. In: Gerhard Kümmel, Bastian Giegerich (Hrsg.): The Armed Forces. Towards a Post-Interventionist Era? (= Schriftenreihe des Zentrums für Militärgeschichte und Sozialwissenschaften der Bundeswehr. Band 14). Springer VS, Wiesbaden 2013, ISBN 978-3-658-01286-1, S. 81–91.